# Cicuta maculata
Cicuta maculata és una espècie de planta dins el gènere de la cicuta i dins la família de les apiàcies. És una planta nativa d'Amèrica del Nord des del Canadà a Mèxic. És una herbàcia perenne amb rizoma que arriba a fer 1,5 m. Les fulles són compostes amb nombrosos petits folíols. La seva umbel·la té les flors blanques.
A Espanya aquesta espècie figura en la llista de plantes de venda regulada.

## Toxicitat
Aquesta planta es pot confondre, a Amèrica del Nord, amb la xirivia, per les seves arrels tuberoses, i això pot ser un error mortal perquè aquesta espècie de cicuta és també extremadament verinosa i de fet, es considera la planta més tòxica d'Amèrica del Nord. També els animals de ramaderia poden quedar intoxicats i morir en només 15 minuts.
El seu principal verí és la cicutoxina, un alcohol alifàtic insaturat que es concentra més en les arrels de la planta. La ingestió de la Cicuta maculata en qualsevol dosi pot donar com a resultat la mort o danys neurològics permanents del sistema nerviós central.